# レオポルト4世 (リッペ侯)

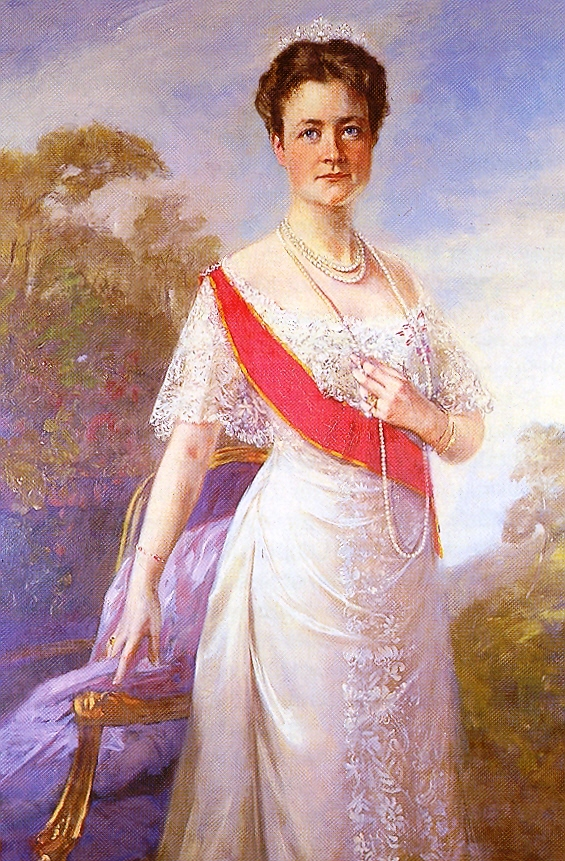
レオポルト4世の最初の妻ベルタ

レオポルト4世（ドイツ語: Leopold IV. Fürst zur Lippe, 1871年5月30日 - 1949年12月30日）は、ドイツ・リッペ侯国最後の統治者（在位1905年 - 1918年）。全名はレオポルト・ユリウス・ベルンハルト・アーダルベルト・オットー・カール・フリッツ・ゲオルク・グスタフ（Leopold Julius Bernhard Adalbert Otto Karl Fritz Georg Gustav zur Lippe）。オランダ王配ベルンハルトの伯父にあたる。

## 生涯
リッペ＝ビースターフェルト伯エルンストとその妻のカロリーネ・フォン・ヴァルテンスレーベン（Caroline von Wartensleben）の間の第2子、長男として生まれた。ロースレーベンのゲレールテンシューレ（Gelehrtenschule）、フランクフルト・アン・デア・オーダーやプトブスのギムナジウム（Gymnasium）などで教育を受け、1891年にアビトゥーア資格を取得した。1894年にドイツ陸軍の士官となった。また1894年から1895年にかけ、ボン大学とベルリン大学で国家学（Staatswissenschaft）を学んだ。
1895年、リッペ侯位継承問題を争っていた父が病に倒れると、父に代わってリッペ＝ビースターフェルト家の政治的要求を続けるために、家に戻った。ドイツ帝国最高裁判所の民事第4法廷（IV. Zivilsenat）および民事第7法廷（VII. Zivilsenat）の判決を経て、リッペ侯国の摂政の座はレオポルトの父エルンストに与えられた。レオポルトは1904年、父の死に伴って摂政の地位を受け継いだ。1905年10月25日に帝国最高裁判所長官ルドルフ・フォン・ゼッケンドルフ（Rudolf von Seckendorff）が出した最終的な判決により、リッペ侯国の継承権はリッペ＝ビースターフェルト家に認められた。
1905年1月13日、リッペ侯アレクサンダーの死によりリッペ＝デトモルト家が絶えると、摂政レオポルトがレオポルト4世として侯位を継承した。ドイツ皇帝ヴィルヘルム2世は妹ヴィクトリアの夫であるシャウムブルク＝リッペ侯子アドルフをリッペ侯位に就けようと画策していたが、レオポルトの即位により断念させられた。皇帝はレオポルトの即位に気分を害し、デトモルトで行われたレオポルト4世の戴冠式への出席を拒否した。
レオポルト4世は科学技術や産業の導入に積極的な為政者で、そのおかげもあってその治世中にリッペ侯国では経済的、文化的な発展が見られた。レオポルト4世は国民教育にも熱心で、1914年の領邦学校令（Landesschulgesetz）により領邦高等学校担当局を創設し、教会の学校教育に対する干渉を断ち切った。領民の就職率を高めるため、国営工場の建設およびいくつかの重要な建設計画が実行され、侯国内の重要な建造物が美々しく改築された。またバート・ザルツウフレンの発展にも尽力した。
1911年6月3日、弟のユリウス・エルンスト（1873年 - 1952年）とイタリアを自動車旅行中だったレオポルト4世は、地元の労働者ギャングたちに銃撃され、レオポルト4世自身は無傷だったものの、ユリウスが頭部を負傷した。
レオポルト4世は狩猟と演劇を深く愛しており、第1次世界大戦中に宮廷劇場が焼失した際は、その再建を命じている。侯爵はリッペ家の成員たちの身分を引き上げようとし、1916年2月24日と1918年11月9日の2度にわたる措置により、リッペ＝ビースターフェルト家と分家筋のリッペ＝ヴァイセンフェルト家の人々を伯爵から侯子（プリンツ）の地位に引き上げた。しかしドイツ革命中の1918年11月12日、リッペ侯国人民・兵士評議会（Lippischen Volks- und Soldatenrat）の圧力により、レオポルト4世は退位を余儀なくされた。
国家社会主義がドイツ国内を覆うなか、レオポルト4世が先妻との間にもうけた3人の息子たちは、父の意に反して全員が国家社会主義ドイツ労働者党（ナチ党）に入党した。侯世子（Erbprinz）だった長男エルンスト・レオポルトは、旧王族の中では最も早い1928年にナチ党に入党した。さらに3人の息子のうち2人が貴賤結婚に走ったため、レオポルト4世は1947年に3人の息子を廃嫡し、後妻との間にもうけた四男アルミンを家督と資産の相続者に指名した。

## 子女
1901年8月16日にローテンブルク・アン・デア・フルダにおいて、ヘッセン＝フィリップスタール＝バルヒフェルト侯子ヴィルヘルムの娘ベルタ（1874年 - 1919年）と最初の結婚をした。ベルタとの間には3男2女の5人の子女をもうけたが、1919年に死別した。
- エルンスト・レオポルト・クロートヴィヒ・ユリウス・アレクシス・ヴィルヘルム・ハインリヒ（ドイツ語版）（1902年 - 1987年） - リッペ侯世子
- レオポルト・ベルンハルト・ヴィルヘルム・フリードリヒ・ハインリヒ・アレクシス・オットー（1904年 - 1965年）
- カロリーネ・アウグステ・アーデルハイト・マティルデ・マリー・ルイーゼ・パウリーネ（1905年 - 2001年）
- クロートヴィヒ・ルイトポルト・フリードリヒ・アウグスト・ゲオルク・ルドルフ・クリスティアン・マクシミリアン（1909年 - 2000年）
- ジークリンデ・ベルタ・エリーザベト・アーデルハイト・ユリアーネ・カルマ・バティルディス・マリー・アンナ（1915年 - 2008年）

1922年4月26日にビューディンゲンにおいて、イーゼンブルク・ウント・ビューディンゲン侯ブルーノの娘アンナ（1886年 - 1980年）と再婚した。アンナはリッペ＝ヴァイセンフェルト伯エルンストの未亡人だった。夫妻は間に息子を1人もうけた。
- アルミン・レオポルト・エルンスト・ブルーノ・ハインリヒ・ヴィーラ・アウグスト（1924年 -2015年 ） - リッペ侯家家長